# 黑龙江工程学院
黑龙江工程学院（简称黑工程）是位于中国黑龙江省哈尔滨市的一所工科类院校。最早可追溯到1952年8月建立的东北河运学校，2000年3月，由黑龙江交通高等专科学校和哈尔滨工程高等专科学校合并建立成黑龙江工程学院。是教育部首批“卓越工程师教育培养计划”建设高校、国家国防科工局与黑龙江省人民政府共建高校、教育现代化推进工程应用型高校建设项目百所示范校、教育部“人才培养模式创新实验区和高等教育综合改革”试点单位、国家级大学生创新创业训练计划实施高校、黑龙江省特色应用型高校首批建设院校，为全国应用技术大学（学院）联盟副理事长单位、全国地方高校卓越工程教育校企联盟副理事长单位、CDIO联盟成员单位。学院以公路交通、测绘、土木建筑为特色，并在冶金、机电、材料、会计等领域形成了一定的优势。在高校扩招的初期，学院抓住机遇，大力发展应用型本科教育，取得了良好的成效，入选“教育部卓越工程师培养计划”第一批建设高校，“教育部CDIO工程教育模式”试点高校、应用型本科院校建设试点单位及黑龙江省人才培养模式创新实验区。同时也被教育部评为“2012-2013年度全国毕业生就业典型经验50强高校”。截至2021年4月，学院总占地面积近80万平方米，图书馆藏书100余万册；有教职工1260余人，全日制在校本科生12000余人；设有16个教学单位，开设50余个本科专业；有博士后科研工作站2个。